# (36146) 1999 RX181
1999 RX181 (asteroide 36146) é um asteroide da cintura principal. Possui uma excentricidade de 0.18118760 e uma inclinação de 2.82401º.
Este asteroide foi descoberto no dia 9 de setembro de 1999 por LINEAR em Socorro.